# Massive: Gay Erotic Manga and the Men Who Make It
Massive: Gay Erotic Manga and the Men Who Make It es una antología de manga de 2014 editada por Anne Ishii, Chip Kidd y Graham Kolbeins y publicada por Fantagraphics Books. Recopilando obras de Gengoroh Tagame, Jiraiya y muchos otros artistas, es la primera antología de manga gay publicada en inglés.

## Contenido
Massive está compuesto por nueve cómics de destacados artistas de manga gay, cada uno de los cuales va acompañado de una entrevista con el artista. Las obras incluidas son:
Do You Remember South Island P.O.W. Camp? de Gengoroh Tagame
Un extracto de la serie manga de seiscientas páginas de Tagame sobre una relación sadomasoquista entre un prisionero de guerra japonés y un general estadounidense ambientada durante la ocupación de Japón.
Kandagawa-kun de Inu Yoshi
Un hombre adquiere un robot doméstico "ligeramente erótico".
Dreams of the New Century Theatre Issue #1 y With All Your Might de Kumada Poohsuke
Una serie de cómics de cuatro paneles sobre un oficinista con un fetiche de los pies.
Kannai's Dilemma de Takeshi Matsu
Las ilustraciones de desnudos de un estudiante de arte son descubiertas por un estudiante transferido.
Caveman Guu de Jiraiya
Un cavernícola aprende sobre la reproducción humana.
Fantasy and Jump Rope de Gai Mizuki
Un compañero instructor le enseña a un profesor de educación física a saltar la cuerda.
Tengudake de Fumi Miyabi
Un grupo de hombres utiliza hongos mágicos para exiliar a un tengu de su aldea.
Mr. Tokugawa Grade 5 Room 4 Homeroom Teacher de Seizoh Ebisubashi
Un profesor con un gran deseo sexual es pillado masturbándose por el padre de un alumno y el conserje de la escuela.
Yakuza Godfathers de Kazuhide Ichikawa
Dos jefes yakuza rivales son drogados con un poderoso afrodisíaco por los miembros de su pandilla para que puedan reconciliar sus diferencias.
Se hizo referencia al artista de manga Go Fujimoto en la lista provisional de autores en los primeros materiales de prensa de Massive, pero no aparece en la antología.

## Desarrollo y publicación
Massive fue concebido en 2012 cuando Graham Kolbeins buscó entrevistar a creadores de manga gay para su blog personal, buscando ayuda de Anne Ishii para la traducción al japonés; Ishii había trabajado anteriormente como traductora privada para la colección de manga gay del diseñador gráfico Chip Kidd. Kolbeins, Ishii y Kidd propusieron conjuntamente a la editorial PictureBox lo que se convertirían en dos libros: The Passion of Gengoroh Tagame: Master of Gay Erotic Manga, el primer libro en inglés de obras de Gengoroh Tagame, y Massive. Ishii y Kolbeins viajaron a Japón para realizar entrevistas para los libros y, al mismo tiempo, lanzaron Massive Goods, una marca de moda y una editorial de manga gay.
En el Toronto Comic Arts Festival en mayo de 2013, PictureBox anunció formalmente que publicaría Massive para su lanzamiento en la primavera de 2014. Tras la disolución de PictureBox en diciembre de 2013, Fantagraphics anunció que había adquirido la licencia del título, que lo publicó el 18 de diciembre de 2014. Para promover el lanzamiento del libro, Jiraiya hizo su primera aparición pública como artista, asistiendo a firmas y hablando en eventos en Los Ángeles, San Francisco y Nueva York.

## Recepción
Massive fue recibido positivamente por la crítica y fue nominado a Mejor Antología en los Premios Eisner en 2015. La escritora y editora Shaenon K. Garrity calificó a Massive como "una de las mejores colecciones de manga, por no mencionar una de las más obscenas, jamás publicada en los Estados Unidos" en su reseña de la antología para Anime News Network. Publishers Weekly calificó la antología como una "visión fascinante del manga gay contemporáneo y sus creadores", mientras que IndieWire elogió a Massive como una "visión intrigante de un segmento de la cultura pop japonesa que es prácticamente desconocido en Occidente". The A.V. Club caracterizó a Massive como "más que una simple colección de historias pornográficas", y señaló que "al igual que cualquier otra gran obra de arte, estas historias son vías de escape para una expresión creativa desenfrenada".